# Teresa de Lauretis
Teresa de Lauretis (Bologna, 29 novembre 1938) è una scrittrice e sociologa italiana.

## Biografia
Professoressa emerita di Storia della Coscienza presso l'Università della California, Santa Cruz, ha conseguito il suo dottorato in Lingue e Letterature Straniere all'Università commerciale Luigi Bocconi di Milano per poi stabilirsi negli Stati Uniti d'America. Prima del suo ingresso all'Università della California di Santa Cruz, ha insegnato in Colorado e Wisconsin. Ha tenuto docenze presso le università di tutto il mondo comprese quelle di Canada, Germania, Italia e Paesi Bassi. Ha ricevuto la laurea honoris causa in filosofia presso l'Università di Lund in Svezia nel 2005.
I temi a cui si è dedicata includono la semiotica, la psicoanalisi, la teoria del cinema e della letteratura, il femminismo, il lesbismo e gli studi queer. A lei si deve l'utilizzo della formula "teoria queer", con la quale verrà chiamata l'omonima branca di studi. Ha scritto anche riguardo alla fantascienza. Parla fluentemente inglese e italiano, e scrive in entrambe le lingue. I suoi scritti sono stati tradotti in quattordici lingue.

## Opere
- (EN)  Freud's Drive: Psychoanalysis, Literature, and Film. Londra: Palgrave/Macmillan, 2008.
- Soggetti Eccentrici, ed. Feltrinelli, Milano, 1999. - 142p.; ISBN 8807470268.
- Sui generis : scritti di teoria femminista; prefazione di Giovanna Grignaffini ; traduzione di Liliana Losi. – Milano : Feltrinelli, 1996. – 183 p. ; 22 cm. – (Campi del sapere). – ISBN 8807101955, ISBN 9788807101953, ISBN 9788807101953
- (EN)  The Practice of Love: Lesbian Sexuality and Perverse Desire. Bloomington: Indiana University Press, 1994.
  - Pratica d'amore. Percorsi del desiderio perverso. La Tartaruga, Milano, 1997. ISBN 8877382635; ISBN 9788877382634
- Differenza e indifferenza sessuale. Firenze: Estro Editrice, 1989.
- (EN)  Technologies of Gender: Essays on Theory, Film, and Fiction. Bloomington: Indiana University Press, 1987.
- (EN)  Alice Doesn't: Feminism, Semiotics, Cinema. Bloomington: Indiana University Press, 1984.
- Umberto Eco. Firenze: La Nuova Italia, 1981.
- La sintassi del desiderio: struttura e forme del romanzo sveviano. Ravenna: Longo, 1976.